# Извор (област Пловдив)
Вижте пояснителната страница за други значения на Извор.
Извор е село в Южна България. То се намира в община Родопи, област Пловдив.

## География
Село Извор се намира в планински район.

## История
Предполага се, че селото е основано от бягащо по време на османската власт население, идващо от Македонската част на България. Коренните жители говорят на диалект характерен за Македония-  'ке ида,  'ке дода. Има и такива фамилии- например Трайкови, които се срещат най-вече в македонско. Първоначалното място на селото е по-нагоре в планината, където и сега има руини и зидове от къщи, както и плодни дръвчета. Наблизо се намира и път, който е покрит с каменни плочи, вероятно построен от римляните.

## Население
Численост на населението според преброяванията през годините:
| \| Година на преброяване \| Численост \| \| --------------------- \| --------- \| \| 1934 \| 1412 \| \| 1946 \| 1227 \| \| 1956 \| 757 \| \| 1965 \| 316 \| \| 1975 \| 187 \| \| 1985 \| 90 \| \| 1992 \| 105 \| \| 2001 \| 105 \| \| 2011 \| 101 \| \| 2021 \| 86 \| |           |
| Година на преброяване | Численост |
| 1934 | 1412      |
| 1946 | 1227      |
| 1956 | 757       |
| 1965 | 316       |
| 1975 | 187       |
| 1985 | 90        |
| 1992 | 105       |
| 2001 | 105       |
| 2011 | 101       |
| 2021 | 86        |

### Етнически състав
Преброяване на населението през 2011 г.
Численост и дял на етническите групи според преброяването на населението през 2011 г.:
|                     | Численост | Дял (в %) |
| Общо                | 101       | 100.00    |
| Българи             | 95        | 94.05     |
| Турци               |           |           |
| Цигани              |           |           |
| Други               | 0         | 0.00      |
| Не се самоопределят | 0         | 0.00      |
| Неотговорили        | 4         | 3.96      |

## Редовни събития
- Съборът на селото е на Илинден.

## Личности
- Йордан Божилов (1883-1955) – политик от БКП и министър на търговията и продоволствието (1946-1947)